# 유노카미온센역
유노카미온센역(일본어: 湯野上温泉駅)은 일본 후쿠시마현 미나미아이즈군 시모고정에 있는 아이즈 철도 아이즈 선의 역이다.
띠 모양 지붕의 역사를 가졌고, 역명판에는 "에도 풍류와 수증기의 마을"이라고 하였다. 띠 지붕은 근처의 관광 명소인 오우치 숙소의 거리에 빗대어 제3섹터 전환 후에 불었다.
대합실에는 카야의 모기약을 위해서도 필요한 화덕이 있고 유인 시간대에는 불이 있다.
이들의 특징 때문에, 2002년에 도호쿠의 역 백선에 선정되었고, 2005년에는 일본 철도상 특별상을 수상했다.

## 역사
- 1932년 12월 22일: 국유철도 아이즈 선의 유노카미 역으로 개통, 일반역이었음.
- 1971년 8월 29일: 화물 취급 폐지.
- 1984년 2월 1일: 수하물 취급 폐지.
- 1987년
  - 3월 31일: 화물 취급의 호적 재개(처리 실적・화물 열차 발착 없음).
  - 4월 1일: 일본 철도 민영화에 의하여 동일본여객철도(JR 동일본)와 일본화물철도의 역이 됨.
  - 7월 16일: 동일본여객철도에서 아이즈 철도로 전환됨과 동시에 유노카미온센역으로 역명 변경.
  - 12월 19일: 띠 지붕의 신역사 완성.
- 1999년 3월 31일: 일본화물철도의 역이 폐지됨.

## 역 구조
상대식 승강장 2면 2선의 유인역(아침부터 저녁만)으로 교행이 가능하다. 간이 위탁역으로, 역 업무를 시모고 정 관광 협회에 위탁되고 있다.
승강장은 갈지자식 배치에서 양방향 열차 모두 대향 열차의 앞쪽에 정차한다. 역사는 하행 승강장(아이즈타지마・아이즈코겐오제구치 쪽) 쪽에 있고, 상행 승강장(아이즈와카마쓰 방면 행)과는 구내 건널목에서 연결되어 있다.

### 승강장
| 승강장 | 노선        | 방향 | 행선                                  |
| ------ | ----------- | ---- | ------------------------------------- |
| 역사쪽 | ■ 아이즈 선 | 하행 | 아이즈타지마・아이즈코겐오제구치 방면 |
| 반대쪽 | ■ 아이즈 선 | 상행 | 아이즈와카마쓰・기타카타 방면         |

## 역 주변
- 유노카미 온천
- 시모고 정사무소 에가와 출장소
- 시모고 정사무소 마을 체육관
- 에가와 우체국
- 국도 제121호선
- 후쿠시마 현도 215호 유노카미온센 정차장선
- 오우치 숙소

## 사진

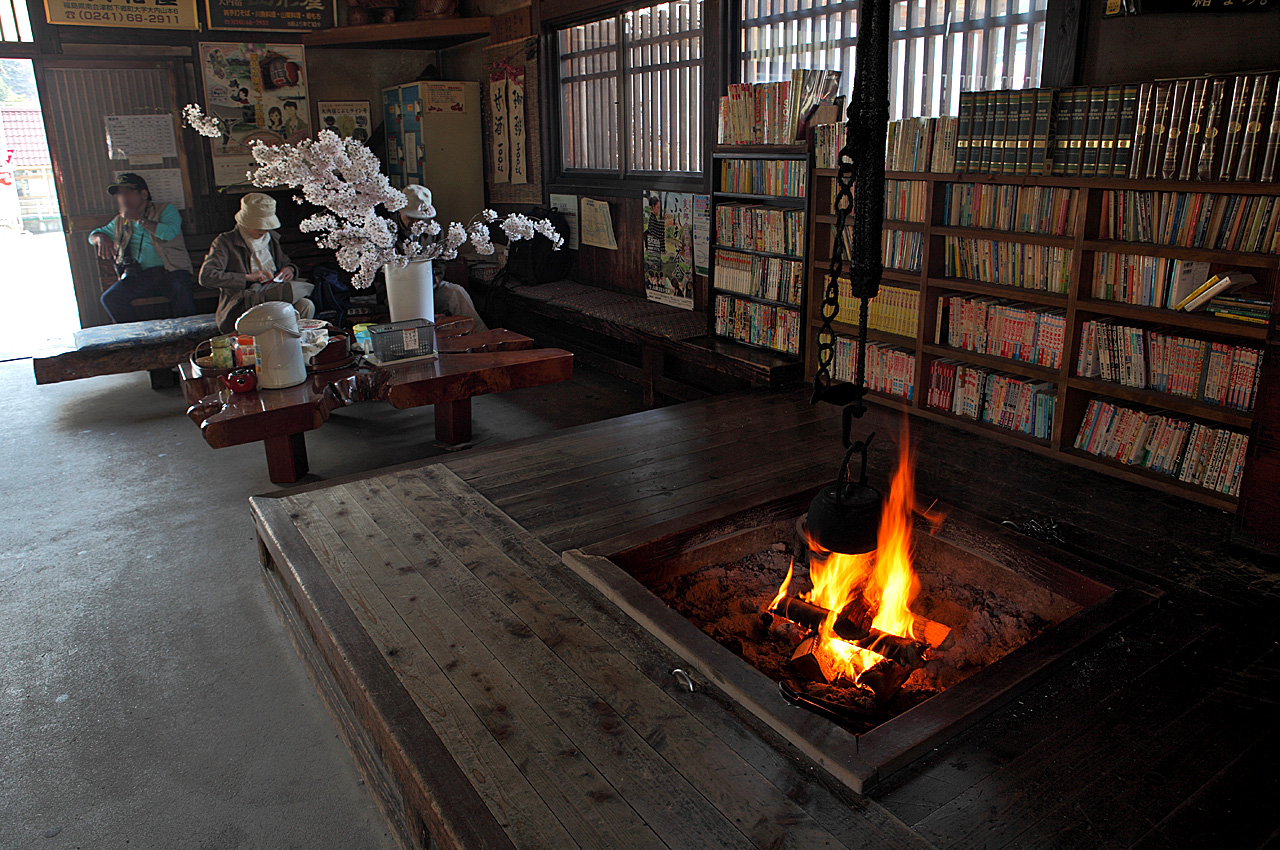
대합실

## 인접역
| 아이즈 철도 ■ 아이즈 선                | 아이즈 철도 ■ 아이즈 선                                 | 아이즈 철도 ■ 아이즈 선            |
| -------------------------------------- | ------------------------------------------------------- | ---------------------------------- |
| 아시노마키온센 니시와카마쓰 방면       | □ 쾌속 "AIZU 마운트 익스프레스"(1호) □ 쾌속 "릴레이 호" | 도노헤쓰리 아이즈코겐오제구치 방면 |
| 아시노마키온센미나미 니시와카마쓰 방면 | □ 쾌속 "AIZU 마운트 익스프레스"(1호 이외) ■ 보통        | 도노헤쓰리 아이즈코겐오제구치 방면 |